# Jakob Sigismund Beck
Jakob Sigismund Beck (1761-1840) fue un filósofo alemán. Nació en Danzig; estudió en Königsberg, Reino de Prusia. El filósofo fue nombrado profesor universitario en Halle en 1791. En 1799 fue profesor universitario en Rostock. Se dedicó a la crítica y la explicación de la doctrina de Kant, tendiendo a interpretarla en un sentido más radicalmente idealista.

## Publicaciones
- Grundriss der kritischen Philosophie (1796), una interpretación de Kant
- Einzig mögliche Standpunkt, aus welchem die kritische Philosophie beurteilt werden muss (Único punto de vista posible desde el que se debe enjuiciar la filosofía crítica). Riga, 1796
- Dissertatio de Theoremate Tayloriano, sive de lege generali, secundum quam functionis mutantur, mutatis a quibus pendent varibilibus. Halle 1791
- Erläuternder Auszug aus den kritischen Schriften des Prof. I. Kant, auf Anrathen desselben, dos volúmenes, Riga 1793/1794; vol. 1 online
- Einzig möglicher Standpunkt, aus welchem die kritische Philosophie beurtheilt werden muß (tercer volumen de Erläuternder Auszug; dos partes, Riga 1796)
- Grundriß der kritischen Philosophie. Halle 1796
- Propädeutik zu jedem wissenschaftlichen Studio. Halle 1796; Online
- Kommentar über I. Kant's Metaphysik der Sitten. Erster Theil, welcher die metaphysischen Principien des Naturrechts enthält. Halle 1798; Online
- Grundsätze der Gesetzgebung, dos partes, Rostock/Leipzig 1806; Online
- Programm: Bestimmung einiger der Logik angehörigen Begriffe, tres partes, Rostock 1808/1809
- Programm: Von den Formen der Staatsverfassung, tres partes, Rostock 1816/1817
- Programm: Ueber die moralische Natur des menschlichen Wissens, tres partes, Rostock 1817/1818
- Lehrbuch des Naturrechts. Jena 1820; Online
- Lehrbuch der Logik (Rostock/Schwerin 1820; Online)
- Programm: Ueber die Staatseinkünfte. Rostock 1821
- Programm: Ueber die Metaphysik der Sitten. Rostock 1822
- Programm: Von der metyphysischen Tugendlehre. Rostock 1822
- Programm: Prolegomena zur allgemeinen Metaphysik, tres partes, Rostock 1823/1824